# 브뤼노 페뒤티

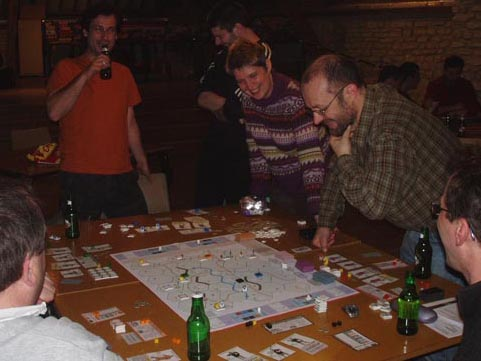
페뒤티(2005년)

브뤼노 페뒤티(프랑스어: Bruno Faidutti, 1961년 10월 23일 ~ )는 프랑스의 보드 게임 디자이너, 사회학자이다.

## 선정된 게임 목록
선정된 게임 목록은 다음의 게임을 포함한다.
- 시타델, 2000
- 잉카의 황금, 2005 (Alan R. Moon과 함께)
- 마스카라드, 2013